# Clemente Díaz Rodríguez
Clemente Pedro Pablo Díaz Rodríguez (Santiago, 28 de junio de 1848 – Campusano, 17 de septiembre de 1905) fue un sacerdote católico chileno. Entre 1886 y 1905 ejerció como párroco de Maipo (actual comuna de Buin), donde promovió la ampliación del templo parroquial, la creación de capillas y escuelas, la atención durante epidemias y un hospital en Campusano; además, acompañó y estructuró la vida de un grupo de mujeres dedicado a obras de misericordia que daría origen a la Congregación de las Hermanas de la Misericordia de Maipo.

## Biografía
Hijo de José Clemente Díaz Correa —abogado y diputado por Rancagua— y de Mercedes Rodríguez, fue bautizado el 30 de junio de 1848 en la parroquia de Santa Ana de Santiago. Se educó en el Colegio San Ignacio y mantuvo vínculos con compañeros que más tarde serían figuras públicas.
En 1871 asumió la administración de la hacienda familiar en Campusano por enfermedad de su padre, mientras preparaba en forma privada los estudios eclesiásticos. Recibió la tonsura y órdenes menores en 1872; el subdiaconado el 21 de septiembre de 1873; el diaconado el 20 de diciembre de 1873; y fue ordenado presbítero el 30 de mayo de 1874. Celebró su primera misa en la iglesia de los jesuitas en Santiago.

## Ministerio sacerdotal

### Primeras obras y atención de epidemias
Entre 1874 y 1886 colaboró en parroquias rurales y misiones. En Campusano promovió un hospital —utilizado en primera instancia para coléricos y luego para enfermos en general— y costeó la construcción de una iglesia de tres naves. Participó en la asistencia durante brotes epidémicos, realizando incluso el traslado de enfermos para su atención.

### Párroco de Maipo (1886–1905)
Tomó posesión de la parroquia de Maipo en noviembre de 1886. Durante el brote de cólera morbo de 1887 organizó lazaretos en diversos sectores (Linderos, Santa Rita, El Tránsito, Huelquén y Aculeo), coordinando religiosos y agentes pastorales; recorrió los puntos afectados para recoger enfermos y derivarlos a la atención sanitaria. El 29 de junio de 1887 inició la ampliación del templo de Maipo (alargue de nave, atrio y dos torres), y promovió la construcción y mejora de capillas y oratorios rurales. En 1889, del territorio original surgieron las nuevas parroquias de Los Ángeles Custodios de Buin y San Pedro Nolasco de Bajos de Mena.

### Congregación de las Hermanas de la Misericordia de Maipo
Durante su curato acompañó a un grupo de mujeres dedicadas a obras de misericordia (atención de enfermos, educación cristiana y culto), que se consolidó como Congregación de las Hermanas de la Misericordia de Maipo (de derecho diocesano). El acompañamiento pastoral y la dirección espiritual marcaron sus rasgos fundacionales y su temprana expansión en hospitales y misiones rurales.

## Espiritualidad y virtudes teologales
Fuentes de época destacan una piedad centrada en la Eucaristía y la oración constante. En su vida y ministerio se resaltan las virtudes teologales:
- Fe: dedicación a la predicación, catequesis, novenas y misiones populares; dirección espiritual y promoción de la vida interior entre los fieles.[1]
- Esperanza: confianza práctica en la Providencia al emprender obras que excedían los recursos disponibles (ampliación del templo, lazaretos, hospital) y serenidad ante la enfermedad final.[1]
- Caridad: apoyo sostenido a enfermos y pobres, donación de recursos personales a obras parroquiales y acción directa en situaciones de necesidad.[2]

## Muerte y sepultura
Celebró su última misa en Maipo el 13 de septiembre de 1905 y falleció el 17 de septiembre de ese año en Campusano. Sus restos fueron trasladados por feligreses a la iglesia parroquial de Maipo en 1909, donde reposaron con una lápida conmemorativa. Permanecieron allí hasta 2010, cuando, a raíz de los daños ocasionados por el terremoto del 27 de febrero en Chile —que provocó la caída parcial del templo de Maipo—, fueron trasladados a la casa principal de la Congregación de las Hermanas de la Misericordia, donde se encuentran actualmente.

## Familia
Fue hijo de José Clemente Díaz Correa (1817–1889), agricultor y político, diputado por Rancagua, y de Mercedes Rodríguez.

## Legado
La memoria de su ministerio permanece en la zona de Maipo y Buin. El patrimonio material (iglesia ampliada, capillas, asilo) y el carisma de las Hermanas de la Misericordia de Maipo forman parte de su legado pastoral.

## Imágenes

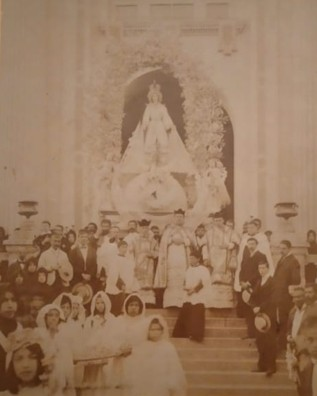
Procesión de la Inmaculada Concepción del 8 de diciembre de 1903 en Maipo (Buin, Chile).
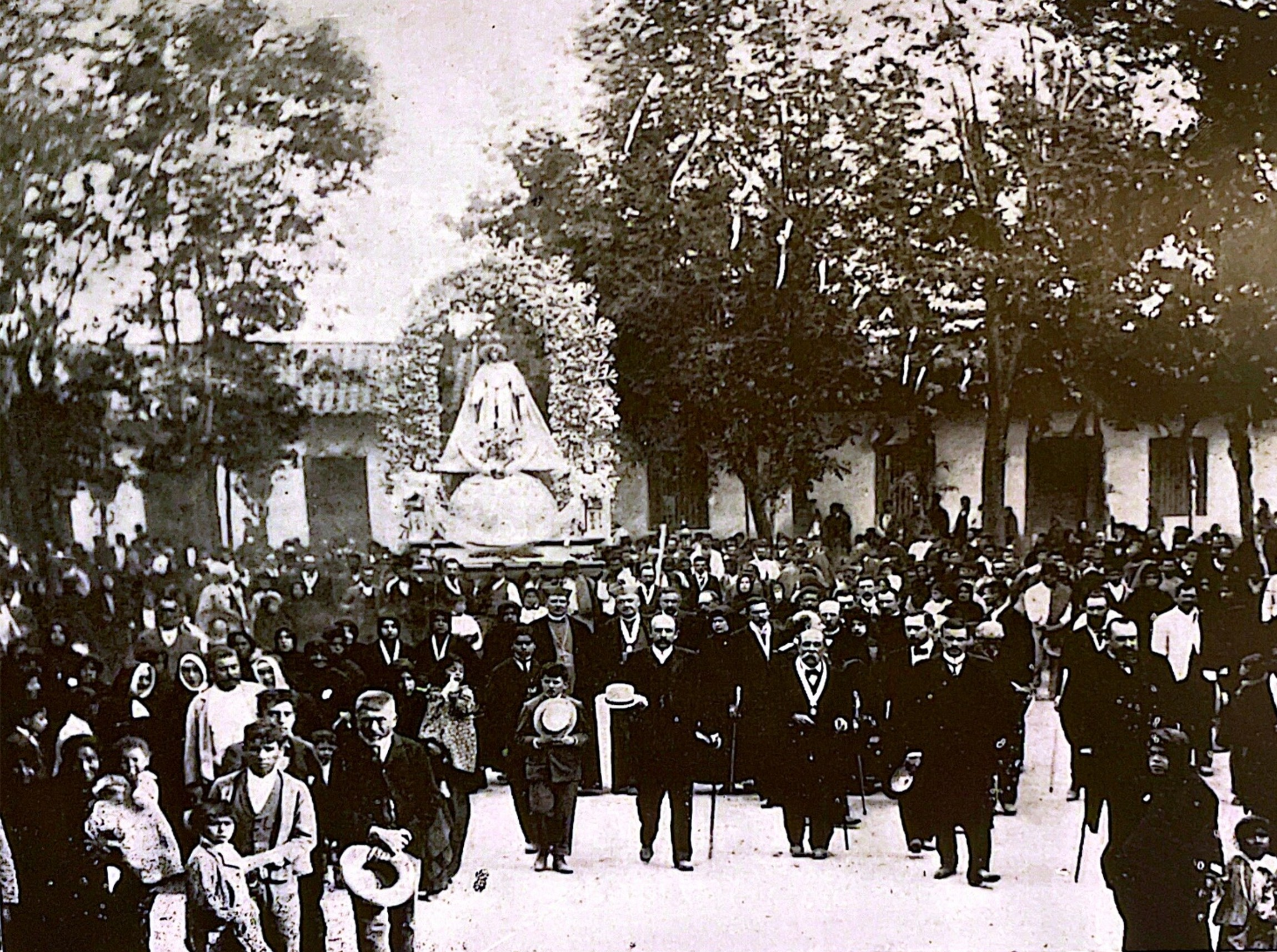
Procesión de la Inmaculada Concepción del 8 de diciembre de 1904 en Maipo (Buin, Chile).
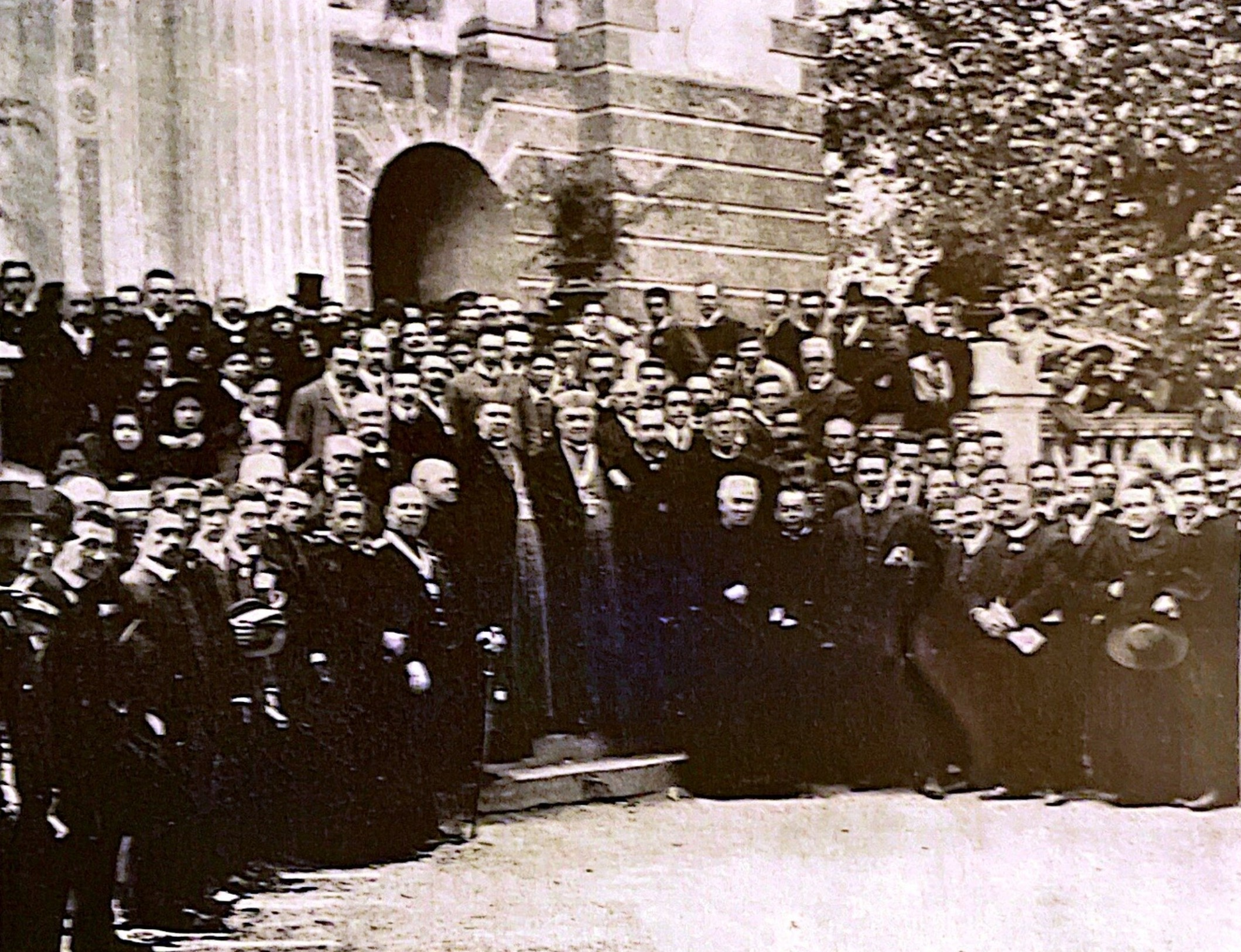
Peregrinos en la procesión de la Inmaculada Concepción (8 de diciembre de 1904) en Maipo.
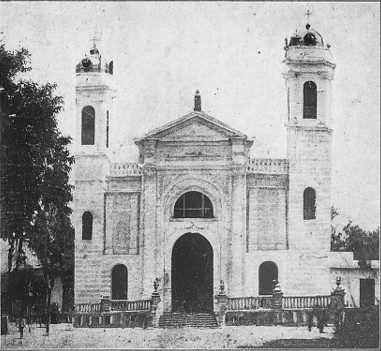
Iglesia de la Inmaculada Concepción de Maipo a inicios del siglo XX.
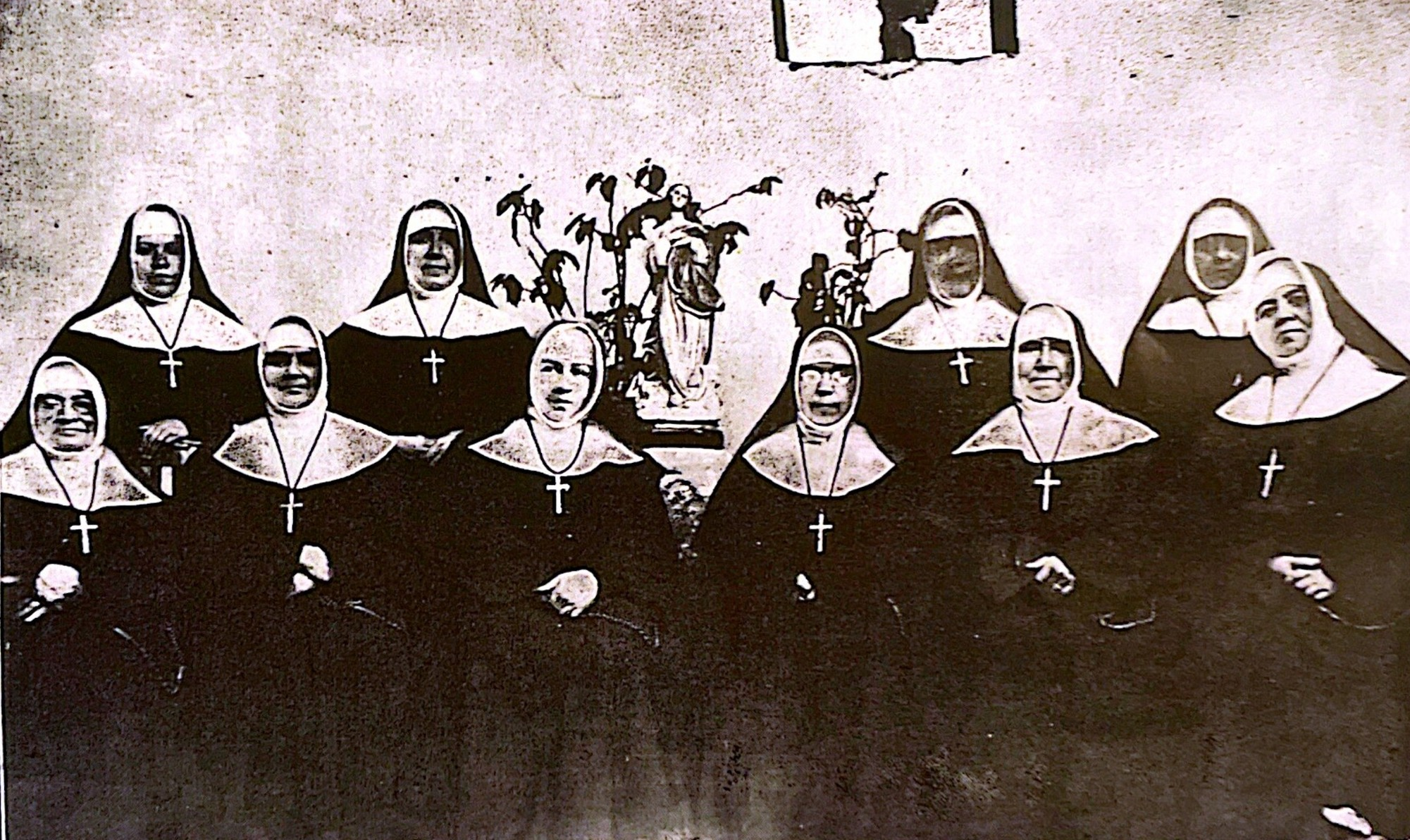
Superioras de distintas casas de la Congregación de la Misericordia (s. XX).
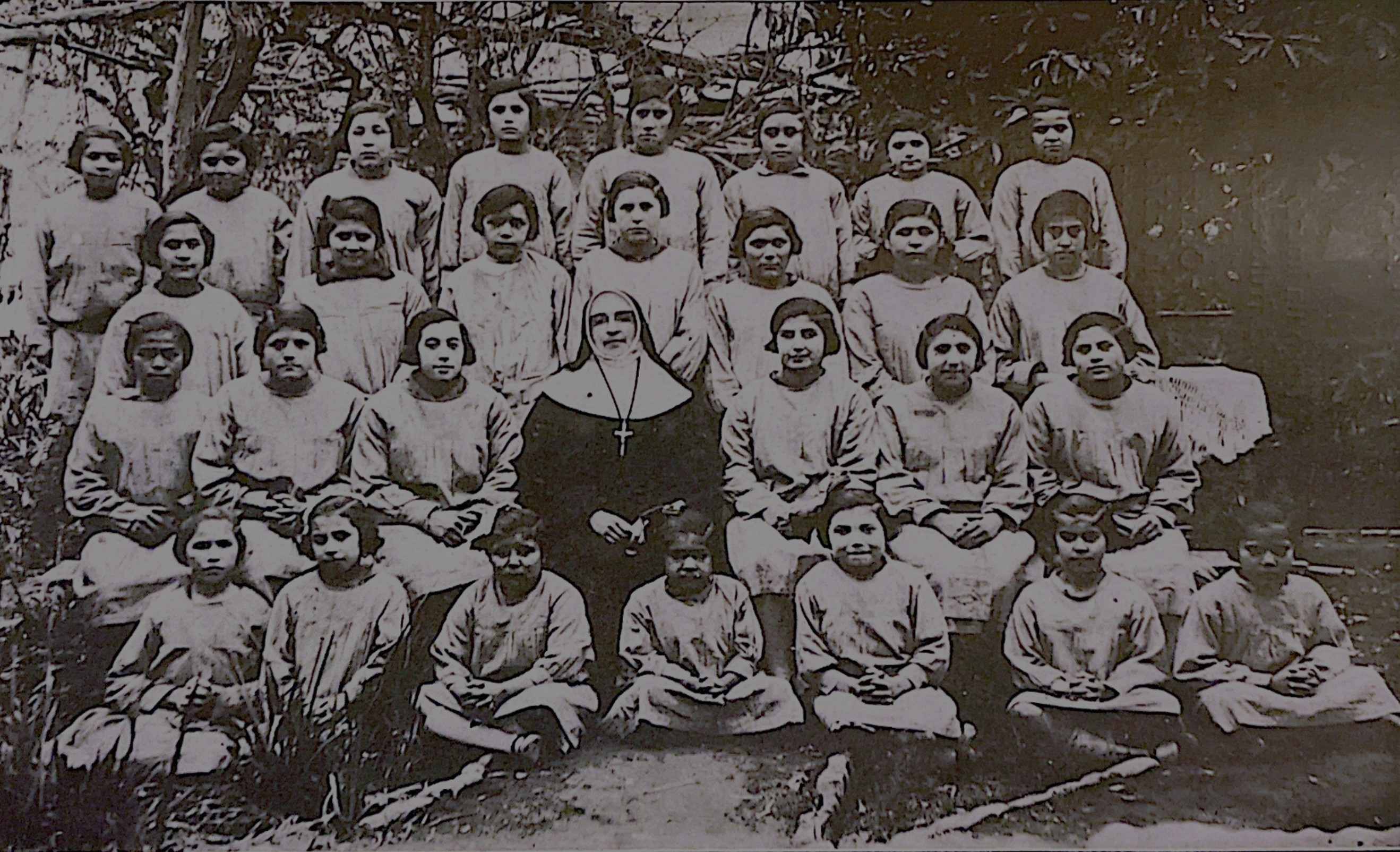
Asilo de la Casa Central de Maipo (s. XX).
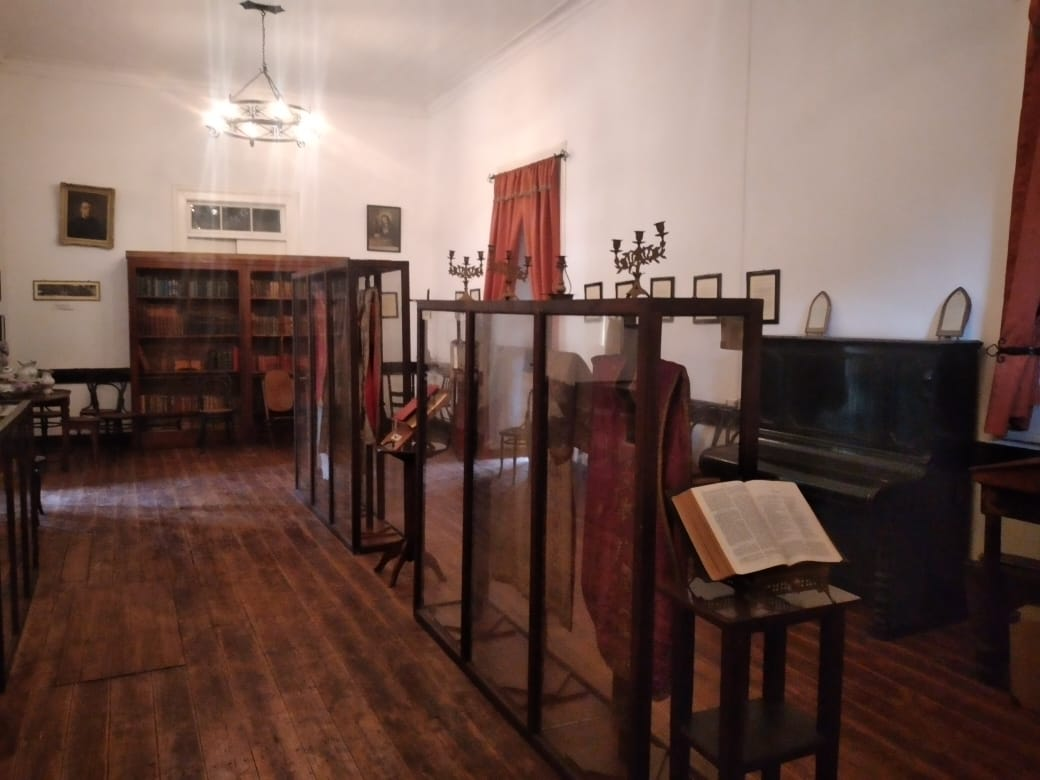
Sala del museo de la Congregación de las Hermanas de la Misericordia en Maipo.